# 亚当巴巴
亚当巴巴（1983年10月9日—），中文名：周圣栋，马来西亚画家，隐藏主义画派创始人，以自成一派的“隐藏主义”抽象表现画风著称，同时他创立了一套名为天生抽象派的创意涂鸦理论。目前，他也是马来西亚槟城丹绒武雅区文艺发展局主任。

## 简历
- 1983年10月9日出生于马来西亚槟城。根据马来西亚《光华日报》2013年12月13日的报道，他在2008年至2010年在欧洲、英国各地不同的创作坊学画，在不同画家的熏陶下，形成他自成一派的“隐藏主义”抽象表现派画风。
- 2009年至2012年为报章记者，并于2012年2月26日在槟城旧关仔角举行的“反对莱纳斯稀土厂”的抗议活动中，为了保护险被政治暴徒侵犯的槟州首席部长林冠英，而被6名暴徒围攻，其中一人还手执武器。[2]作为曾经的马来西亚全国武术冠军的他寡不敌众受轻伤，手指无名指缝了六针。[3]
- 成为槟城行动党策略组长，协助行动党取得全国大选的优秀成绩。[4]
- 成为大马人民权益组织主席，其间主办推动了多项社会运动，包括绿色脚车行[5]、民主之春晚会等。对于社会、民生、政治的关注，很大程度上影响了他的画作走向。[6]
- 2013年，於马来西亚第13届全国大选后出任槟城丹绒武雅区文艺发展局主任，提出其创造建立的“天生抽象派”绘画理论，激发少儿的想象力，创造力及培养健全的人格。[7]
- 在任期间多次举办文艺活动，设立儿童创意班，与丹绒武雅区州议员郑雨周共同推行“文艺之都”计划。
- 2013年，於馬來西亞槟城举行《画心》慈善画展，将画作收入的一半捐予槟城净悲院癌症中心，并且在画展内设立儿童绘画交流会，部分的儿童作品被亚当巴巴带去中国与学前教育专家交流。[8][9]

## 部分作品
- 2013年：岁月系列之〈静候〉、〈23-12〉
- 2013年：〈窃笑的人〉
- 2011年：〈高棉心路〉
- 2008年：〈难赦〉